# Matematiske institutter i Danmark
En liste over institutter (ved danske universiteter) der beskæftiger matematikere:
- Ved Københavns Universitet:
  - Institut for Grundvidenskab
  - Institut for Matematiske Fag
- Ved Aarhus Universitet:
  - Institut for Matematik
- Ved Syddansk Universitet:
  - Institut for Matematik og Datalogi
- Ved Aalborg Universitet:
  - Institut for Matematiske Fag
- Ved Roskilde Universitet:
  - IMFUFA (Institut for studiet af Matematik og Fysik samt deres funktioner i Undervisning, Forskning og Anvendelser)
- Ved Danmarks Tekniske Universitet:
  - Institut for Matematik (DTU MAT)